# 巧什营镇
巧什营镇是中华人民共和国内蒙古自治区呼和浩特市和林格尔县下辖的一个镇。
2012年1月20日，内蒙古自治区人民政府批复同意从盛乐镇划出部分区域，设立巧什营乡，辖忽通兔、巴尔旦营、岱州窑、巧什营、讨速号、闫城营、猛独牧、大新营、一间房、圪报10个村，乡人民政府驻巧什营。
2016年，内蒙古自治区人民政府批复同意撤销巧什营乡，设立巧什营镇。巧什营镇的管辖范围为原巧什营乡的管辖范围。

## 行政区划
巧什营镇下辖以下村级行政区划单位：
忽通图村、巴尔旦营村、代州窑村、巧什营村、讨速号村、闫城营村、猛独牧村、大新营村、一间房村和圪报村。